# Catspolder (Terneuzen)
De Catspolder (ook: Katspolder) is een polder in Terneuzen, behorende tot de Polders tussen Axel, Terneuzen en Hoek, in de Nederlandse provincie Zeeland. 
De polder, die ten westen van de Otheense Kreek ligt, werd in 1613 ingedijkt door Jan Peeters van Cats en heeft – in tegenstelling tot vele andere polders in deze streek – dus niets met Jacob Cats te maken.
De 36 ha grote polder is tegenwoordig geheel volgebouwd met woonwijken van de stad Terneuzen, behorende tot de stadswijk Katspolder. Ook is er een jachthaven.
In het oosten grenst de polder aan de Zuidpolder.